# Ferdinand Ier de Guastalla
Pour les autres membres de la famille, voir Gonzague.
Ferdinand Ier de Guastalla ou Ferdinand Ier Gonzague (Ferrante Gonzaga en italien), comte de Guastalla, né le 28 janvier 1507 à Mantoue et mort le 15 novembre 1557 à Bruxelles, est un condottiere italien membre de la famille noble des Gonzague, dont il fonda la branche comtale de Guastalla.

## Biographie
Fils de François II de Mantoue et d'Isabelle d'Este, il alla dès l'âge de 16 ans à la cour de l'empereur Charles Quint, auquel il resta fidèle toute sa vie. Il prit part au sac de Rome en 1527, où il pilla les palais de ses propres parents. Il devint, comme son cousin le connétable Charles de Bourbon, capitaine général des armées impériales en Italie après la mort du prince d'Orange.
Il défendit Naples contre les troupes françaises du vicomte de Lautrec en 1528 et obtint la reddition de la république de Florence en 1530. En reconnaissance de cet exploit, le pape Clément VII, un Médicis qui avait été expulsé de cette cité, le nomma gouverneur de Bénévent. À la tête d'un contingent de cavalerie de 3 000 hommes, il combattit les Turcs, toujours pour le compte de Charles Quint.
Il épousa en 1534 Isabelle de Capoue, unique héritière de don Ferdinand, duc de Termoli et prince de Molfetta. Charles Quint le nomma vice-roi de Sicile (1535-1546) puis gouverneur du duché de Milan (1546-1554). En 1539, il acheta pour la somme de 22 280 écus d'or à la comtesse Ludovica Torelli la seigneurie de Guastalla, sur la rive gauche du Pô, seigneurie que l'empereur érigea en comté.
Il commanda alternativement sur les théâtres italiens et picards. Il s'illustra ainsi lors des batailles de Landrecies et de Saint-Dizier. Brantôme lui prêta l'hypothétique empoisonnement du dauphin François. Il fut en revanche de façon certaine à l'origine de l'assassinat de Pierre Louis Farnèse en 1547, provoquant la guerre des duchés de Parme et Plaisance avec le Pape.
Il mourut à Bruxelles en 1557, des suites d'une chute de cheval lors de la bataille de Saint Quentin.
Son fils César lui succéda à la tête du comté de Guastalla.

## Descendance
De son mariage avec Isabelle de Capoue, naquirent onze enfants :
- César (1530-1575) qui fut comte de Guastalla, prince de Molfetta, duc d’Amalfi, qui succéda à Ferdinand Ier et épousa, en 1560, Camilla Borromeo
- Ippolita (1531-1563), qui épousa Fabrizio Colonna (1525-1551), prince de Paliano puis Antonio Carafa, duc de Mondragone
- Francesco (1538-1566) qui fut protonotaire apostolique, cardinal en 1561, archevêque de Cosenza et évêque de Mantoue
- Giovanni Vincenzo (1540-1591) qui fut cardinal en 1576
- Ottavio[2] (1543[3] -1583) qui fut général de cavalerie à Milan et proche de Alexandre Farnèse.
- Andrea (nc-1586) qui fut marquis de Specchia et Alessano
- et quatre autres enfants morts jeunes.